# Dziewanna (roślina)

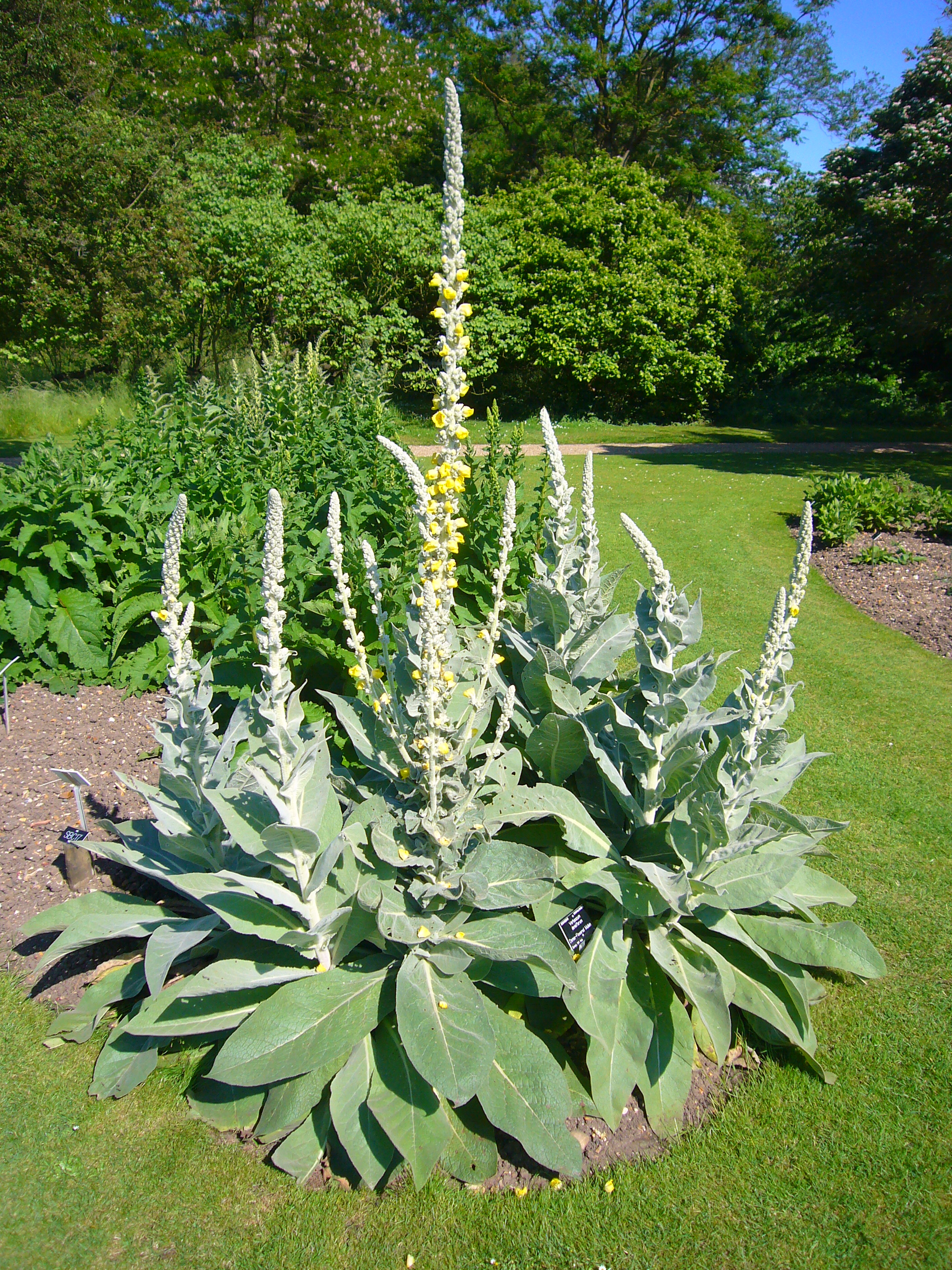
Dziewanna kutnerowata

Dziewanna (Verbascum L.) – rodzaj roślin należący do rodziny trędownikowatych. Obejmuje 464 gatunki (jest to najbardziej zróżnicowany gatunkowo rodzaj w obrębie rodziny). Występują one w Europie, Azji i w Afryce, a jako rośliny introdukowane rosną też na kontynentach amerykańskich i w Australii. Do polskiej flory należy 8 gatunków, ale szereg innych jest też uprawianych, niektóre dziczeją przejściowo. Rośliny z tego rodzaju zasiedlają głównie otwarte i suche miejsca, także tereny skaliste i piaszczyste. Nasiona tych roślin cechują się zachowywaniem zdolności do kiełkowania nawet przez ponad 100 lat. Liczne gatunki uprawiane są dla okazałych kwiatostanów. 

## Rozmieszczenie geograficzne
Dziewanny występują głównie na obszarach strefy umiarkowanej Europy i Azji z centrum zróżnicowania w Turcji, gdzie rośnie 230 gatunków. Niektóre gatunki występują także w północnej Afryce i na wyżynach Afryki wschodniej. W Europie rośnie 87 gatunków. 
Gatunki flory Polski
- dziewanna Chaixa Verbascum chaixi Vill.
- dziewanna drobnokwiatowa Verbascum thapsus L.
- dziewanna fioletowa Verbascum phoeniceum L.
- dziewanna firletkowa Verbascum lychnitis L.
- dziewanna kutnerowata Verbascum phlomoides L.
- dziewanna olimpijska Verbascum olympicum Boiss. – efemerofit
- dziewanna pospolita Verbascum nigrum L.
- dziewanna rdzawa Verbascum blattaria L.
- dziewanna rózgowata Verbascum virgatum Stokes – efemerofit
- dziewanna wełnista Verbascum lanatum Schrad.
- dziewanna wielkokwiatowa Verbascum densiflorum Bertol.
- dziewanna zatokowata Verbascum sinuatum L. – efemerofit

## Morfologia

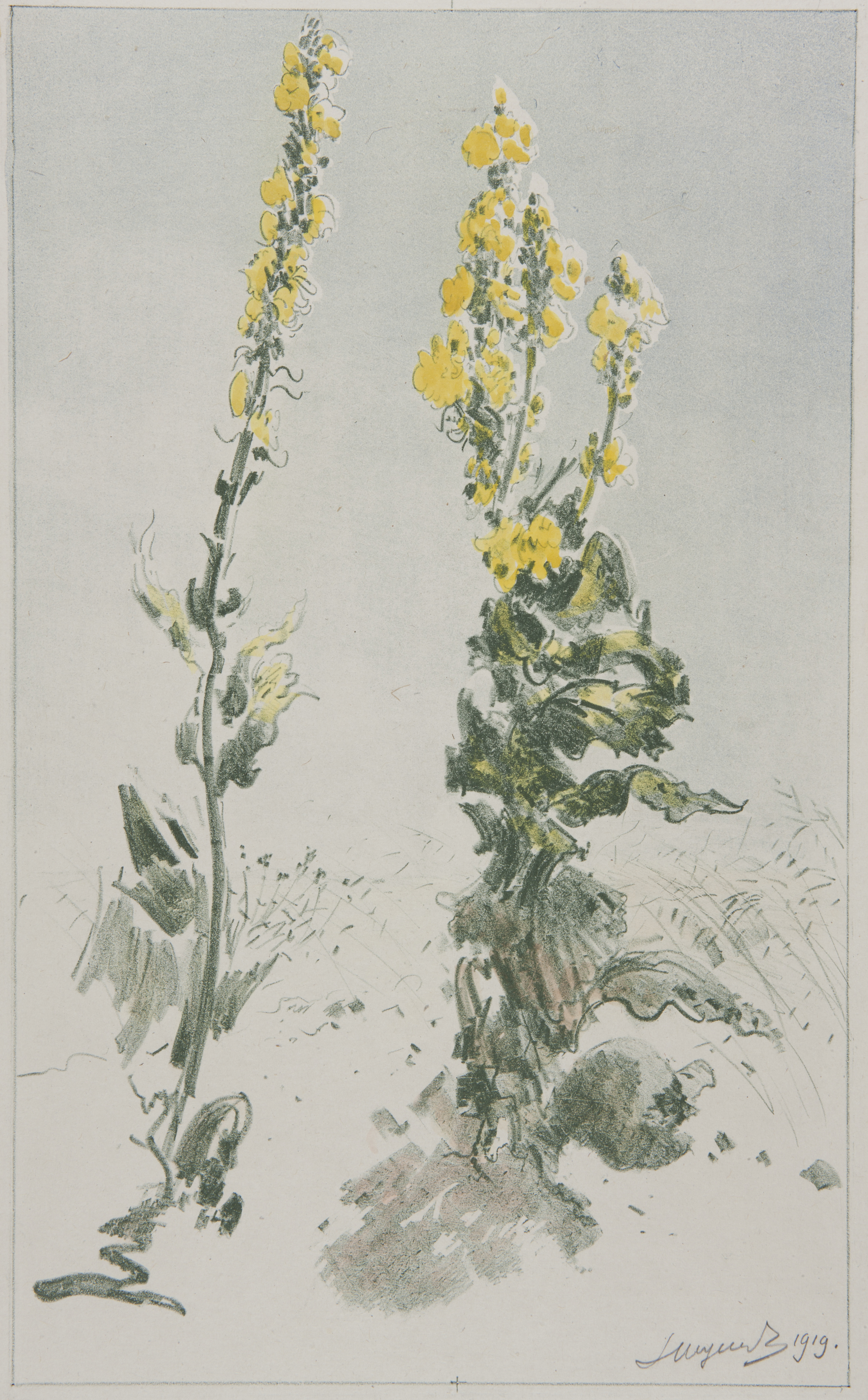
Leon Wyczółkowski, Dziewanny, 1919, Muzeum Narodowe w Krakowie

PokrójRośliny dwuletnie lub byliny osiągające do 3 m wysokości, rzadziej jednoroczne i niewielkie krzewy. Rośliny pokryte różnymi włoskami: wielokomórkowymi pojedynczymi i rozgałęzionymi, w tym drzewkowato i gwiazdkowato, oraz gruczołowymi (z trzonkiem i wielokomórkową główką).
LiścieSkrętoległe, bez przylistków, u wielu gatunków wełnisto owłosione, całobrzegie i o brzegu falistym.
KwiatyZebrane na szczycie pędu w wydłużone grona lub nibykłosy ze skróconymi, kilkukwiatowymi wierzchotkami w kątach podsadek. Słabo grzbieciste, pięciokrotne, często duże i efektowne. Najczęściej żółte, rzadziej białe, brązowe, fioletowe. Kielich ma 5 działek zrośniętych u nasady. Także 5 płatków korony połączonych jest u nasady w krótką rurkę, końce płatków są wolne, podobnej lub nieco różnej wielkości, jajowate lub koliste, rozpościerające się niemal kołowo lub lejkowato. Pręciki są w liczbie 4 lub 5, w tym drugim przypadku zwykle jeden z nich wykształca się jako prątniczek. Nitki pręcików często owłosione, a pylniki zróżnicowane na dwa typy (zrośnięte szczytami i nerkowate lub równowąskie, z podstawą zbiegające po nitce). Nitki wyrastają z nasady korony. Zalążnia jest górna, dwukomorowa i zawiera liczne zalążki. Szyjka słupka pojedyncza.
OwocTorebka rozdzielająca się na dwie części, z licznymi, drobnymi nasionami.

## Systematyka
Synonimy
Celsia L., Rhabdotosperma Hartl, Staurophragma Fisch. & C. A. Mey.
Pozycja systematyczna według APweb (aktualizowany system APG IV z 2016)
Należy do rodziny trędownikowatych (Scrophulariaceae) Juss., która jest jednym z kladów w obrębie rzędu jasnotowców (Lamiales) Bromhead z grupy astrowych spośród roślin okrytonasiennych.
Pozycja w systemie Reveala (1993-1999)
Gromada okrytonasienne (Magnoliophyta Cronquist), podgromada Magnoliophytina Frohne & U. Jensen ex Reveal, klasa Rosopsida, Batsch, podklasa jasnotowe (Lamiidae Takht. ex Reveal), nadrząd Lamianae Takht., rząd jasnotowce (Lamiales Bromhead), rodzina trędownikowate (Scrophulariaceae Juss.), podrodzina Verbascoideae Kostel., plemię Verbasceae Dumort., rodzaj dziewanna (Verbascum L.).
Wykaz gatunków

## Zastosowanie
Wiele gatunków dziewanny to rośliny lecznicze. Niektóre gatunki uprawiane są jako rośliny ozdobne. Ze względu na preferencję gleb słabych, ukuto porzekadło: Gdzie rośnie dziewanna, tam bez posagu panna.
Dziewanna była używana jako knot do lamp od czasów starożytnych.
Gatunki uprawiane
- dziewanna czarnomorska Verbascum gnaphalodes M.Bieb.
- dziewanna grecka Verbascum graecum Heldr. & Sartori
- dziewanna jedwabista Verbascum bombyciferum Boiss.
- dziewanna ogrodowa Verbascum ×hybridum hort.
- dziewanna stożkowata Verbascum pyramidatum M.Bieb.
- dziewanna wiechowata Verbascum paniculatum E.Wulff
- dziewanna zakaukaska Verbascum gossypium M.Bieb.